# Manuel de Aróstegui Sáenz de Olamendi
Manuel de Aróstegui Sáenz de Olamendi, (Elguea, Barrundia, Álava, 24 de marzo de 1758 - Cádiz, 7 de noviembre de 1813). Político liberal español, Diputado de las Cortes de Cádiz.
Manuel de Aróstegui nació en el seno de una familia de labradores de la aldea de Elguea, perteneciente a la Hermandad alavesa de Guevara (actualmente municipio de Barrundia), en el País Vasco. Estudió Derecho en Granada y Valladolid y marchó a América donde hizo cierta fortuna. A su regreso de América se radicó en Cádiz y ocupó el cargo de Fiscal de la Superintendencia General de Azogues y Minas.
Su entrada en política se produjo durante la Guerra de la Independencia Española. Fue elegido compromisario para las Cortes Constituyente de Cádiz de 1810 en representación de Álava, su provincia natal. Esa elección se realizó por un procedimiento especial entre los escasos alaveses que residían en Cádiz y San Fernando, ya que Álava se encontraba ocupada por los franceses.
Aróstegui fue uno de los participantes en la elaboración de la Constitución de 1812 y su firma es una de las que figura al pie de la misma. Fue el que propuso en julio de 1813 la construcción en Vitoria del monumento conmemorativo de la Batalla de Vitoria que se encuentra actualmente en la Plaza de la Virgen Blanca de dicha ciudad. Causó baja como diputado en septiembre de 1813 y falleció poco después en noviembre a causa de la fiebre amarilla.

## Categoría
- Manuel de Aróstegui en la Enciclopedia Auñamendia
- Archivo histórico de diputados del Congreso que incluye una ficha de Aróstegui

- Datos: Q9028238